# Satz von Vaught (Maximalitätsprinzip)
Der Satz von Vaught  ist ein Lehrsatz aus dem Gebiet der Mengenlehre, welcher auf den amerikanischen Logiker Robert Lawson Vaught (1926–2002) zurückgeht. Der Satz behandelt ein mit dem Auswahlaxiom logisch äquivalentes Maximalitätsprinzip. Die dem Satz zugrundeliegende Fragestellung geht auf Vaughts Doktorvater Alfred Tarski zurück.

## Formulierung des Satzes
Der Satz von Vaught besagt folgendes:
Das Auswahlaxiom (AC) ist logisch äquivalent mit dem folgenden Prinzip (V):
(V): Jedes Mengensystem enthält ein (bzgl. der Inklusionsrelation {\displaystyle \subseteq }) maximales „unzusammenhängendes“ Teilsystem.
Dabei nennt man ein Mengensystem „unzusammenhängend“ (englisch disjointed), wenn je zwei verschiedene zu diesem Mengensystem gehörige Mengen disjunkt sind.

## Beweisskizze

### Aus (AC) folgt (V)
Diese Implikation ergibt sich leicht als direkte Anwendung des Zornschen Lemmas unter Berücksichtigung der Tatsache, dass das Auswahlaxiom zum Zornschen Lemma äquivalent ist.

### Aus (V) folgt (AC)
Eine  gleichwertige Formulierungsvariante des Auswahlaxioms lautet dahingehend, dass ein beliebiges unzusammenhängendes Mengensystem {\displaystyle {\mathcal {A}}}, welches aus lauter nicht-leeren Mengen besteht, stets ein Repräsentantensystem besitzt. Um dies also unter Voraussetzung von (V) zu folgern, definiert man zu einem solchen {\displaystyle {\mathcal {A}}}  ein zugehöriges Mengensystem {\displaystyle {\mathcal {B}}} wie folgt:
{\displaystyle {\mathcal {B}}:=\{\{A,\{a\}\}:a\in A\in {\mathcal {A}}\}}.
Wegen (V)  existiert ein maximales unzusammenhängendes Teilsystem {\displaystyle {\mathcal {M}}\subseteq {\mathcal {B}}} . Damit definiert man nun folgende Menge
{\displaystyle M:=\{a|\exists A\in {\mathcal {A}}:\{A,\{a\}\}\in {\mathcal {M}}\}}.
Diese Menge {\displaystyle M} überschneidet sich wegen der Maximalität von {\displaystyle {\mathcal {M}}} in exakt einem gemeinsamen Element mit jedem  {\displaystyle A\in {\mathcal {A}}}, ist also ein  Repräsentantensystem für {\displaystyle {\mathcal {A}}}.